# خوسيه كارلوس دا كوستا أراوخو
خوسيه كارلوس دا كوستا أراوخو (بالبرتغالية: José Carlos da Costa Araújo‏) (مواليد 7 فبراير 1962) هو لاعب كرة قدم. يلعب مع منتخب البرازيل لكرة القدم. سبق له أن لعب في كأس العالم لكرة القدم مع منتخب بلاده.

## روابط خارجية
- خوسيه كارلوس دا كوستا أراوخو على موقع قاعدة بيانات كرة القدم.إي يو (الإنجليزية)
- خوسيه كارلوس دا كوستا أراوخو على موقع ناشيونال فوتبول تيمز (الإنجليزية)
- خوسيه كارلوس دا كوستا أراوخو على موقع عالم كرة القدم.نت (الإنجليزية)
- خوسيه كارلوس دا كوستا أراوخو على موقع أوليمبيديا (الإنجليزية)
- خوسيه كارلوس دا كوستا أراوخو على موقع اللجنة الأولمبية البرازيلية (البرتغالية)